# 1997.10.31 Live at Shinjuku Loft
1997.10.31 Live at Shinjuku Loft (1997.10.31 LIVE AT 新宿LOFT) é um álbum ao vivo da banda japonesa de rock Kuroyume, lançado em 1 de janeiro de 1998.
O álbum, como apresenta o nome, foi gravado em 31 de outubro de 1997 na casa de shows Shinjuku Loft em Tóquio. Filmado durante a turnê em promoção ao Drug Treatment, chamada 1997 tour "Many SEX Years" VOL.2 Many SEX, DRUG TREATMENT, apresenta canções principalmente desse álbum.
Em 28 de janeiro de 2009, diante a volta do Kuroyume e sua dissolução oficial, foi remasterizado e relançado em formato de SHM-CD. Em 11 de junho de 2014 foi relançado em Blu-ray junto com o DVD ao vivo LIVE OR DIE CORKSCREW A GO GO.

## Recepção e legado
Alcançou a sétima posição nas paradas da Oricon Albums Chart e foi certificado disco de ouro pela RIAJ em janeiro de 1998. A versão de 2014 em Blu-ray alcançou a 159° posição na Oricon.
Kujou Takemasa do Kiryū selecionou o álbum como sua maior influência.

## Faixas
| N.º            | Título                                                            | Duração |  |
| 1.             | "Fake Star"                                                       | 2:18    |  |
| 2.             | "Drive"                                                           | 4:12    |  |
| 3.             | "Needless"                                                        | 3:57    |  |
| 4.             | "S・A・D"                                                         | 2:35    |  |
| 5.             | "Can't See Yard"                                                  | 3:53    |  |
| 6.             | "Distraction"                                                     | 2:49    |  |
| 7.             | "Barter"                                                          | 3:57    |  |
| 8.             | "C.Y. HEAD"                                                       | 2:41    |  |
| 9.             | "Bad Speed Play"                                                  | 2:07    |  |
| 10.            | "Kamakiri -1997 BURST VERSION "SICK" THE BROKEN DOWN-" (カマキリ) | 4:53    |  |
| 11.            | "SICK -1997 BURST VERSION-"                                       | 3:57    |  |
| 12.            | "Suck Me!"                                                        | 3:10    |  |
| 13.            | "Shounen" (少年)                                                  | 6:17    |  |
| 14.            | "Like @ Angel"                                                    | 5:34    |  |
| Duração total: | Duração total:                                                    | 52:25   |  |

## Ficha técnica
Kuroyume
- Kiyoharu (清春) - vocal
- Hitoki (人時) - baixo

Membros de suporte
- Hiroshi Hasegawa (長谷川浩) - guitarra
- SOUL TOUL (ソウル透) - bateria